# EPICA

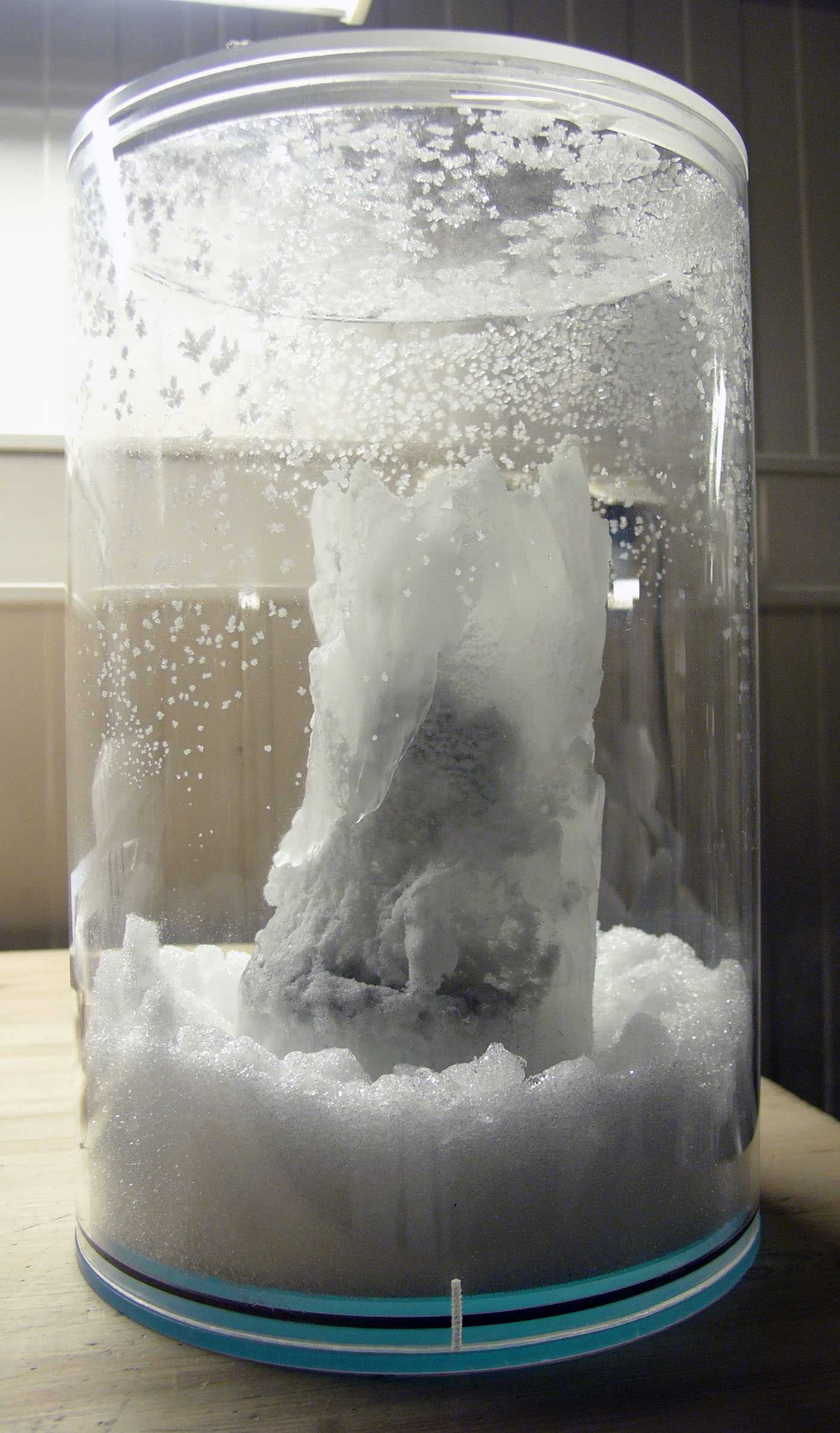
Końcowy odcinek rdzenia pobrany z głębokości 2775 m w 2004 roku

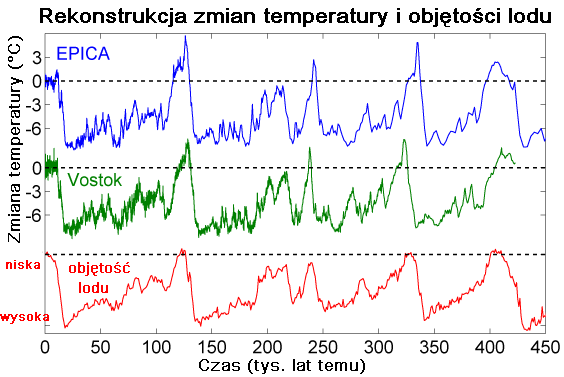
Zrekonstruowany przebieg temperatury na dwóch miejscach na Antarktydzie i korelacja z globalną zmianą objętości lodu. Obecne dane pokazane są po lewej stronie wykresu.

EPICA (European Project for Ice Coring in Antarctica) – międzynarodowy europejski projekt prowadzony w latach 1996–2008, przeprowadzający głębokie odwierty rdzeni lodowych na Antarktydzie. Jednym z głównych zadań projektu jest pełne udokumentowanie danych na temat klimatu i atmosfery z przeszłości. EPICA uzyskuje te informacje z lodu antarktycznego poprzez wiercenie i analizę dwóch rdzeni lodowych, porównując je z odpowiednikami z Grenlandii. Do tej pory przedsięwzięcie dostarczyło wiedzy o klimacie z ok. 800 000 lat. Planuje się pobranie rdzenia lodowego, który dostarczyłby danych z 1,5 mln lat. 
Odwierty przeprowadzone zostały na dwóch miejscach na Antarktydzie: Dome C (w pobliżu stacji Concordia) i Ziemi Królowej Maud (w pobliżu stacji Kohnen).
Wyniki projektu wykorzystuje się m.in. przy porównywaniu klimatu z przeszłości z obecnym globalnym ociepleniem. Po zakończeniu projektu przeprowadzono projekt Beyond EPICA-Oldest Ice (BE-OI) w latach 2016–2019, a od 2019 roku trwa projekt Beyond EPICA-Oldest Ice Core, którego zakończenie zaplanowano na 2026 rok.